# نواف الفارس
نواف الفارس سياسي ودبلوماسي سوري.

## حياته
من شيوخ عشيرة الدميم من قبيلة العقيدات الزبيدية المتواجدة في سوريا والعراق وشمال السعودية. يحمل إجازة في الحقوق من كلية الحقوق بجامعة دمشق.
شغل منصب رئيس أحد فروع الأمن السياسي
عين أمين فرع حزب البعث لدير الزور عام 1994
عين محافظًا للاذقية عام 1998
عين محافظًا لإدلب عام 2000
عين محافظًا للقنيطرة عام 2002
عين سفيرًا في العراق عام 2008، وهو أول سفير للجمهورية العربية السورية في العراق بعد سقوط نظام صدام حسين. انشق عن نظام بشار الأسد وعن حزب البعث يوم 11 يوليو 2012، مُعلنًا انضمامه للثورة السورية.